# Bandeira das Maldivas
A bandeira das Maldivas foi adoptada a 25 de Julho de 1965.
É um pano de cor verde que contém um crescente branco com uma borda de cor vermelha. Suas dimensões são de 2:3.
A cor verde e o crescente são símbolos tradicionais do Islamismo. A borda de cor vermelha, a cor do sangue, representa aqueles que foram mortos defendendo a nação.